# هاري كليج
هاري كليج (بالإنجليزية: Harry Clegg)‏ (1898 في المملكة المتحدة - ) هو لاعب كرة قدم بريطاني (وحمل سابقاً جنسية المملكة المتحدة لبريطانيا العظمى وأيرلندا) في مركز حراسة المرمى. لعب مع نادي نيلسون.